# Varnol Mal
Warnolmal o Varnol Mal fou un estat tributari protegit a l'agència de Rewa Kantha, del grup de Pandu Mehwas, presidència de Bombai.
Tenia una superfície de 9 km² amb un total de cinc pobles i amb dos propietaris tributaris separats. Els ingressos estimats eren de 70 lliures i el tribut era de 8 lliures que es pagaven al Gaikwar de Baroda.